# Heteronychia fugitiva
Heteronychia fugitiva är en tvåvingeart som beskrevs av Povolny 2000. Heteronychia fugitiva ingår i släktet Heteronychia och familjen köttflugor. Inga underarter finns listade i Catalogue of Life.